# Fröbelturm
Der Fröbelturm ist ein 29,75 m hoher Aussichtsturm nahe der Bergstadt Oberweißbach im Thüringer Schiefergebirge. Er wurde in den Jahren 1888–1890 auf dem Gipfel des 784,2 m hohen Kirchbergs vom Thüringerwald-Verein als Dankeszeichen für Friedrich Fröbel, den Begründer der Kindergärten, errichtet. In einem Anbau befindet sich eine Gaststätte.

## Geschichte
Der Fröbelturm geht auf die Initiative von Richard Trautner zurück, einem Gerichtsvollzieher aus Oberweißbach, der auch erster Vorsitzender des 1885 gegründeten Zweigvereins Oberweißbach des Thüringerwald-Vereins war. Er hatte die Idee, auf dem Kirchberg ein steinernes Denkmal in Form eines Aussichtsturms errichten zu lassen. Nach dem Plan des aus Rudolstadt stammenden Architekten Radi wurde schließlich am 21. April 1888, dem 106. Geburtstag von Friedrich Fröbel der Grundstein für den Turm gelegt. In der Folge entstand ein aus heimischem Schiefergestein errichteter Aussichtsturm mit geschlossener Aussichtsplattform und aufgesetztem Dach. Er wurde nach über 2-jähriger Bauzeit am 27. Juli 1890 eingeweiht.
Nach kriegsbedingten Schäden wurde der Turm ab 1946 wieder instand gesetzt und 1969 mit Asbestzementplatten verkleidet. 1989/90 erfolgten Um- und Ausbauarbeiten am Turm und der Gaststätte, zwischen 2007 und 2011 weitere Sanierungen und der Einbau neuer Fenster.

## Tourismus
Von der Aussichtsplattform des Turms bietet sich ein guter Panoramablick über den Thüringer Wald, das Thüringer Schiefergebirge und auf viele Höhendörfer der Umgebung. Neben einer Straßenanbindung ist der Fröbelturm auch gut mit der Oberweißbacher Bergbahn zu erreichen. Die Wanderung von der Endhaltestelle der Flachstrecke in Cursdorf dauert etwa 45 Minuten.
Im Juni 2015 wurde das Fröbelturmfest „125 Jahre Fröbelturm“ gefeiert. Der Turm ist als Kulturdenkmal geschützt.